# Ориндж (окръг, Ню Йорк)
Вижте пояснителната страница за други значения на Ориндж.
Окръг Ориндж (на английски: Orange County) е окръг в щата Ню Йорк, Съединени американски щати. Площта му е 2173 km², а населението - 382 226 души (2017). Административен център е град Гоушън.